# 石上乙麻呂
石上 乙麻呂（いそのかみ の おとまろ）は、奈良時代の公卿・文人。名は弟麻呂とも記される。左大臣・石上麻呂の三男。官位は従三位・中納言。

## 経歴
神亀元年（724年）聖武天皇の即位後まもなく、正六位下から二階昇進して従五位下に叙爵する。
天平4年（732年）従五位上・丹波守となって以降、藤原四子政権・橘諸兄政権を通じて急速に昇進し、天平8年（736年）正五位下、天平9年（737年）正五位上、天平10年（738年）従四位下・左大弁に叙任される。
天平11年（739年）当時の太政官体制は、知太政官事・鈴鹿王、右大臣・橘諸兄、中納言・多治比広成、参議に大伴道足と藤原豊成の5人体制で、参議の補充が検討されており、従四位下・左大弁の官位にあった乙麻呂は有力な候補であった。しかし、同年3月に故藤原宇合の妻で女官であった久米若売との姦通の罪を問われて土佐国への流罪に処せられてしまう（若売は下総国に配流）。この事件について、当時太政官を主導していた橘諸兄による、政権に批判的な藤原式家閥の有力者である乙麻呂（乙麻呂は藤原宇合の義兄弟にあたる）を参議に登用させないための策謀とする見方がある。天平12年（740年）6月に大赦が行われ、若女は入京を許される一方で乙麻呂は赦免の対象から除かれている。同年9月に発生した藤原広嗣の乱を経て、翌天平13年（741年）にも恭仁京遷都に伴う大規模な大赦があり、今回は全ての流人が赦されていることから、乙麻呂も土佐から帰京したか。
天平15年（743年）従四位上に叙せられる。のち西海道巡察使・常陸守・治部卿・右大弁・中務卿などを経て、天平20年（748年）従三位・参議に叙任され公卿に列す。この間、天平18年（746年）に計画され中止となった第11次遣唐使の大使に任命されている。この遣唐使は、緊張関係にあった新羅への牽制と、黄金の輸入を目的としたものと想定されている。
天平勝宝元年（749年）孝謙天皇の即位に伴って中納言に昇進する。翌天平勝宝2年（750年）9月1日薨去。最終官位は中納言従三位兼中務卿。

## 人物
家柄・声望とも優れた秀でた人材である上に、容姿風采も非常に美しかった。儒教を信奉する一方、漢詩を好んだ。『懐風藻』に土佐配流時に作成した漢詩4編が採り上げられている。また配流について、和歌や漢詩という形で表現した最初の人物とされ、配流の傷心を詠んだ漢詩集『銜悲藻』（二巻）があったとされるが散逸した。また、『万葉集』に2首の短歌が採られていると共に、乙麻呂の土佐配流を題材とした4首の歌群がある。

## 官歴
注記のないものは『続日本紀』による。
- 時期不詳：正六位下
- 神亀元年（724年） 2月22日：従五位下
- 天平4年（732年） 正月20日：従五位上。9月5日：丹波守
- 天平8年（736年） 正月21日：正五位下
- 天平9年（737年） 9月28日：正五位上
- 天平10年（738年） 正月13日：従四位下。正月26日：左大弁
- 天平11年（739年） 3月28日：流罪（土佐国）
- 天平13年（741年） 9月8日：赦免か
- 天平15年（743年） 5月5日：従四位上
- 天平16年（744年） 9月15日：西海道巡察使
- 天平18年（746年） 正月：遣唐大使[9][1]。3月7日：見治部卿。4月1日：常陸守。4月22日：正四位下。9月20日：右大弁。
- 時期不詳：中務卿[10]
- 天平20年（748年） 2月19日：従三位。3月22日：参議[10]。4月22日：御装束司（元正上皇葬儀）。
- 天平勝宝元年（749年） 7月2日：中納言
- 天平勝宝2年（750年） 9月1日：薨去（中納言従三位兼中務卿）

## 系譜
- 父：石上麻呂[11]
- 母：不詳
- 生母不詳の子女
  - 男子：石上宅嗣[12]（729-781）
  - 男子：石上息嗣[13]